# Vojtěch Cikrle

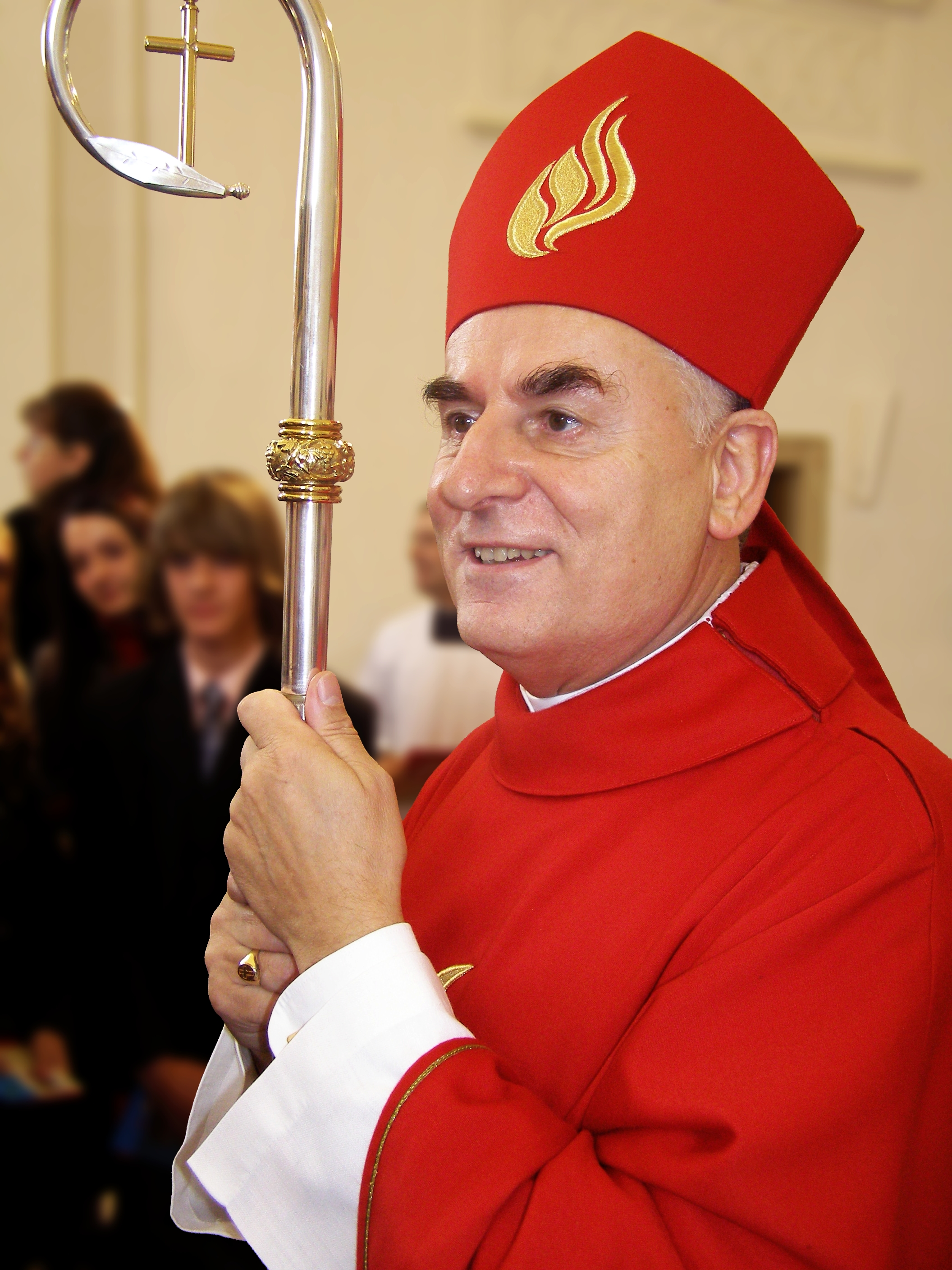
Vojtěch Cikrle während der Firmung

Wappen des Bischofs Cikrle

Vojtěch Cikrle (* 20. August 1946 in Bosonohy, Tschechoslowakei) ist ein tschechischer Geistlicher und emeritierter römisch-katholischer Bischof von Brünn.

## Leben
Vojtěch Cikrle erlernte den Beruf eines Gießereiarbeiters, da ihm, der einer durch das kommunistische Regime der damaligen Tschechoslowakei verfolgten Familie entstammte, zunächst ein Studium untersagt wurde. Später holte er das Abitur auf der Mittelschule für Berufstätige in Brünn nach. Nach Ableistung des Militärdienstes (1969–1971) studierte er an der Theologischen Hochschule in Leitmeritz und empfing am 27. Juni 1976 die Priesterweihe für das Bistum Brünn. Anschließend war er als Seelsorger in der Diözese Brünn tätig und wurde 1982 Präfekt und später Regens des Leitmeritzer Priesterseminars.
Am 14. Januar 1990 ernannte ihn Papst Johannes Paul II. zum Bischof des seit 1972 vakanten Bistums Brünn. Die Bischofsweihe spendete ihm der Olmützer Erzbischof František Vaňák am 31. März desselben Jahres. Mitkonsekratoren waren der Erzbischof von Wien, Hans Hermann Kardinal Groër, und der Bischof von Leitmeritz, Josef Koukl.
Am 26. Mai 2022 nahm Papst Franziskus seinen altersbedingten Rücktritt an.

## Werke
- Ne já, ale Ty (1998)
- ... aby mohlo vyrůst něco krásnějšího (1999)
- Non ego, sed tu (2000)